# Commicarpus helenae
Commicarpus helenae är en underblomsväxtart som först beskrevs av Johann Jakob Roemer och Schult., och fick sitt nu gällande namn av Robert Desmond Meikle. Commicarpus helenae ingår i släktet Commicarpus, och familjen underblomsväxter. Inga underarter finns listade i Catalogue of Life.